# Xu Shuangshuang
Pour les articles homonymes, voir Xu.
Dans ce nom chinois, le nom de famille, Xu, précède le nom personnel.
Xu Shuangshuang (née le 6 avril 1996) est une athlète chinoise spécialiste des épreuves de steeple.

## Palmarès

### International
| Date | Compétition                 | Lieu    | Résultat | Épreuve         | Performance   |
| ---- | --------------------------- | ------- | -------- | --------------- | ------------- |
| 2014 | Championnats d'Asie juniors | Taipei  | 3e       | 1 500 m         | 4 min 28 s 78 |
| 2018 | Jeux asiatiques             | Jakarta | 9e       | 3 000 m steeple | 9 min 47 s 42 |
| 2019 | Championnats d'Asie         | Doha    | 2e       | 3 000 m steeple | 9 min 51 s 76 |
| 2023 | Championnats d'Asie         | Bangkok | 2e       | 3 000 m steeple | 9 min 44 s 54 |

### National
- Championnats de Chine d'athlétisme
  - Vainqueur du 3 000 mètres steeple en 2018

## Records
| Épreuve         | Performance   | Lieu     | Date         |
| --------------- | ------------- | -------- | ------------ |
| 3 000 m steeple | 9 min 30 s 39 | Shaoxing | 13 juin 2021 |